# ベルジア・コエルレスケンス
Berghia coerulescensは、オオミノウミウシ科に属するウミウシ（海生腹足類軟体動物）の一種である。ベルジア属の模式種 (Type species) 。

## 分布
Berghia coerulescensはヨーロッパの海、カリブ海、ジャマイカ、ポルトガルの排他的経済水域、スペインの排他的経済水域に存在している。生息している水深は約1メートルである。

## 解説
約最大40から70ミリメートルに成長する。

## アクアリウム
一部の文献ではBerghia coerulescensおよびベルジア属のその他の種はアイプタシア属 (Aiptasia) のイソギンチャク（アクアリウム趣味においては厄介者と大抵考えられている）を餌とするとされているが、インターネットの掲示板や記事でAiptasiaイソギンチャクをコントロールすると述べられているほとんどの種はAeolidiella stephanieaeである。